# Itajubá (kommun)
Itajubá är en kommun i Brasilien.   Den ligger i delstaten Minas Gerais, i den sydöstra delen av landet, 800 km söder om huvudstaden Brasília. Antalet invånare är 90 679.
Följande samhällen finns i Itajubá:
- Itajubá

I omgivningarna runt Itajubá växer i huvudsak städsegrön lövskog. Runt Itajubá är det ganska tätbefolkat, med 120 invånare per kvadratkilometer.